# Tadao Horie
Tadao Horie (en japonès: 堀江 忠男, Horie Tadao; Prefectura de Shizuoka, Japó, 13 de setembre de 1913 - Nakano, Tòquio (Japó), 29 de març de 2003), és un exfutbolista japonès.

## Selecció japonesa
Tadao Horie va disputar 3 partits amb la selecció japonesa.